# Sistema social

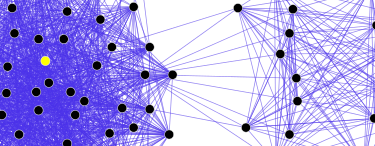
Diagrama de red social.

En ciencias sociales se utiliza el concepto de sistema social para cualquiera de sus disciplinas integrantes como: Economía, Sociología, Ciencia Política, Antropología, Ecología, Derecho, Trabajo Social, así como ritos y culto, ya que el término tiene identidad propia y definitoria, (igual que estructura social), solo que ambos no son intercambiables porque son diferentes.
Sistema Social es un concepto que explica cómo se encuentra establecida la sociedad, llenando a la estructura de contenidos que interactúan por las redes de la misma estructura. Se asemeja a un organismo total, a un macrosistema (metasistema o sistema de sistemas) para un análisis con una interpretación total de consenso, equilibrio, cooperación y orden de los procesos entre actores, sus relaciones e interacciones.

## Desde el funcionalismo
Los científicos sociales que trabajaron con la teoría del funcionalismo establecieron los paradigmas del sistema social y los componentes del sistema de acción en una estructura de subsistemas, cuyas condiciones de acción en el orden normativo social son adaptativo, la economía (articulada a través de la tecnología con el medio ambiente físico), realización de objetivos, la política (articulada con las condiciones de acción propias de la efectiva realización de objetivos colectivos), mantenimiento de pautas fiduciario (lugar de la cultura, de significado y compromiso motivacional) e integrativo (la ley como normas y control social, comunidad social o socializada). Este modelo se parece al Ecosistema de la ecología humana y a los planteamientos sistémicos. Se nota inmediatamente que es un análisis total, donde lo importante son los intercambios entre los subsistemas, que llenan de contenido e interactúan por las redes y nodos de la estructura. Parece como si se traslaparan los dos temas, como la estructura de un edificio a la que totalmente se superpone el edificio acabado, y dando sentido funcional al todo, llenando de contenido el esqueleto de cemento y acero, que ya no puede ser separado del edificio y que adquiere la categoría de concepto.

## Desde la Teoría General de sistemas
Modernamente se han completado estos enfoques con la Teoría general de sistemas, que contempla también más recientemente un sistema complejo y de posible mantenimiento cibernético, para hacerlo más lógico operativamente, y con las aportaciones de otras ciencias físicas y naturales, donde a menudo, un nuevo término aparece como un axioma. Pero más importante que la definición de los elementos que contiene el Sistema Social o su catálogo, es que ésta sea válida como planteamiento sociológico de la acción social como patrones de relaciones entre elementos que parecen en equilibrio, y se trata de ver mecanismos que lo mantienen, intercambios de información y control de la acción social para los eventuales cambios sociales que se incorporan recursivamente a un nuevo equilibrio.
Desde la epistemología sistémica (alineada a la teoría general de sistemas) el filósofo Mario Bunge estudia a la sociedad como sistema social. Para él la sociedad humana es un sistema de sistemas concretos, que pueden ir desde la familia, la escuela, la empresa, la oficina hasta la organización intencional. Analiza todo el sistema social en su composición, su entorno y su estructura. Desde este punto de vista, toda sociedad humana está compuesta de diferentes subsistemas y casi todas las sociedades humanas contemporáneas son subsistemas de un sistema social más grande. Los principales subsistemas de un sistema social humano son sistema biológico, sistema cultural, sistema político y sistema económico.
Desde la ciencia cibernética Stafford Beer define a una sociedad humana o sistema social como un sistema dinámico superviviente y sistema complejo. Es dinámico porque está compuesta por procesos dinámicos y es superviviente porque tiene la capacidad de adaptación para mantener su existencia ante estados de perturbación o inestabilidad. La capacidad de adaptación se la da la característica de ser un sistema cibernético. O sea que, el sistema social es también un sistema cibernético compuesto por muchos subsistemas cibernéticos con mecanismos de autorregulación que mantienen al sistema estable.

## Desde la Teoría del conflicto
Con un nuevo ritmo y rumbo desde la Teoría del conflicto buscara aún distintos modelos, con soluciones a graves problemas sin resolver. De las similitudes con la Ecología humana, aún sin implementar en todas sus posibles áreas y más válida para temas de desarrollo del hábitat y la adecuación a los microplanteamientos para el Interaccionismo simbólico, etc. Era más propio recibir la elaboración ya hecha en el funcionalismo para definir el sistema social dentro de la Sociología e incluso en otras ciencias sociales que precisen estos o similares paradigmas. De la misma forma que pasan las perspectivas y vienen otras, actualmente está teniendo aún más importancia las que priman la metodología de investigación o de explicaciones. Además nuevos conceptos de retroalimentación se están tratando de incorporar a la Ciencia social, como si se pensara en una nueva ciencia y son el sistema complejo o la Mimética y nuevos términos irrumpen en el área social, como Sinergia, Autopoiesis, Homeóstasis, Isomorfismo, Entropía y Holístico, que aspiran a robustecer el Sistema social para hacerlo más operativo, como un aparato más tecnológico.

## Otras teorías
En la actualidad, se habla menos de la Teoría del intercambio o de la Fenomenología. Esto ha sucedido tan solo en dos o tres décadas y quizás todo ello sea consecuencia de un momento posestructuralista. Hacia el 2000 se publicaron varias obras de referencia que pueden precisar más aún el estado actual de la cuestión, como si se tratara de una nueva época o tan solo continuación de la anterior, o acaso cada rama teórica continúe por caminos independientes.
- Retroalimentacion
- Cibernética
- Teoría de sistemas
- Emergencia
- Pensamiento sistémico
- Series temporales
- Sostenibilidad
- Sistema
- Dinámica de sistemas
- Sistema complejo
- Sistema dinámico